# Departamento de San Salvador
San Salvador es uno de los 14 departamentos que conforman la República de El Salvador. Se considera el más relevante del país, ya que en este departamento se encuentra la capital: San Salvador, centro político, económico y cultural de la nación. Está ubicado en la zona central del territorio salvadoreño y posee una superficie de 886.15 kilómetros cuadrados. Según datos recientes, su población es de aproximadamente 1.5 millones de habitantes.  El código postal general para San Salvador, es 1101

## Historia
El departamento de San Salvador fue creado el 12 de junio de 1824 mediante disposición constitucional durante la administración del primer jefe de Estado y prócer de la independencia centroamericana, Juan Manuel Rodríguez. Su cabecera, que también es la capital de la República, es la ciudad de San Salvador, fundada por el capitán Gonzalo de Alvarado aproximadamente el 1 de abril de 1525.
El departamento estaba conformado por el antiguo distrito de San Salvador, establecido en 1786, así como por los antiguos distritos de Santo Tomás y Tonacatepeque (anteriormente Apopa), creados mediante Decreto Legislativo el 28 de enero de 1865.

## Símbolos

### Bandera
La bandera del departamento de San Salvador fue adoptada en 1943 durante la administración de José María Melara. El diseño consiste en siete franjas horizontales alternadas: cuatro de color azul y tres de color blanco. En el cantón superior izquierdo se encuentra un recuadro rojo con el escudo departamental de San Salvador. Esta disposición representa elementos históricos y patrióticos vinculados a la identidad del departamento.

## Economía
La economía del departamento se basa en el funcionamiento de agencias bancarias, procesos de industrialización, comercio internacional e inversiones tanto nacionales como extranjeras.[cita requerida]
Según la nueva metodología del PNUD para medir el Índice de Desarrollo Humano (IDH), el departamento registró en 2013 un IDH de 0.716 y un IDH-D (ajustado por desigualdad) de 0.498, así como un coeficiente de Gini de ingresos de 0.46.

## Demografía
El departamento de San Salvador es el más poblado del país y presenta una notable diversidad étnica, racial y religiosa. Según el censo de población de 2007, la composición racial era la siguiente:
- 81.82 % Mestizos
- 16.96 % Blancos
- 0.92 % Árabes
- 0.20 % Indígenas
- 0.10 % Negros

## Religión
| Religión en San Salvador (2021) | Religión en San Salvador (2021) | Religión en San Salvador (2021) | Religión en San Salvador (2021) | Religión en San Salvador (2021) |
| ------------------------------- | ------------------------------- | ------------------------------- | ------------------------------- | ------------------------------- |
| Religión                        | Religión                        |                                 | Porcentaje                      | Porcentaje                      |
| Católicos                       | Católicos                       |                                 | 41 %                            | 41 %                            |
| Protestantes y Evangélicos      | Protestantes y Evangélicos      |                                 | 40.3 %                          | 40.3 %                          |
| Sin Religión                    | Sin Religión                    |                                 | 13.5 %                          | 13.5 %                          |
| Otras religiones                | Otras religiones                |                                 | 4.4 %                           | 4.4 %                           |
| Agnósticos o ateos              | Agnósticos o ateos              |                                 | 0.8 %                           | 0.8 %                           |

Las principales religiones practicadas en el departamento son el catolicismo y el protestantismo. De acuerdo con datos recientes, el 41.0 % de la población se identifica como católica, mientras que el 40.3 % se declara protestante o evangélica. Asimismo, el 13.5 % no profesa ninguna religión, el 4.4 % pertenece a otras confesiones religiosas y el 0.8 % se considera agnóstico o ateo.

## División administrativa
El departamento se divide en 5 municipios, distribuidos a su vez en 19 distritos municipales, que se detallan a continuación:

### Distritos Municipales por municipio
| Municipios          | Distritos Municipales | Área km2 | Población |
| San Salvador Norte  |                       | 222.86   | 58,724    |
|                     | Aguilares             | 33.60    | 21,267    |
|                     | El Paisnal            | 125.49   | 14,551    |
|                     | Guazapa               | 63.65    | 22,906    |
|                     |                       |          |           |
| San Salvador Oeste  |                       | 135.20   | 227,986   |
|                     | Apopa                 | 51.84    | 198,528   |
|                     | Nejapa                | 83.4     | 29,458    |
|                     |                       |          |           |
| San Salvador Este   |                       | 187.74   | 550,739   |
|                     | Ilopango              | 34.63    | 103,862   |
|                     | San Martín            | 55.80    | 72,758    |
|                     | Soyapango             | 29.72    | 283,223   |
|                     | Tonacatepeque         | 67.55    | 90,896    |
|                     |                       |          |           |
| San Salvador Centro |                       | 141.60   | 702,061   |
|                     | Ayutuxtepeque         | 8.41     | 34,710    |
|                     | Mejicanos             | 22.12    | 140,751   |
|                     | Cuscatancingo         | 5.40     | 66,400    |
|                     | Delgado               | 33.4     | 120,200   |
|                     | San Salvador          | 72.25    | 340,000   |
|                     |                       |          |           |
| San Salvador Sur    |                       | 198.75   | 160,618   |
|                     | San Marcos            | 14.7     | 63,209    |
|                     | Santo Tomás           | 24.30    | 25,344    |
|                     | Santiago Texacuangos  | 30.5     | 19,428    |
|                     | Panchimalco           | 89.97    | 41,260    |
|                     | Rosario de Mora       | 39.2     | 11,377    |

## Imágenes del departamento

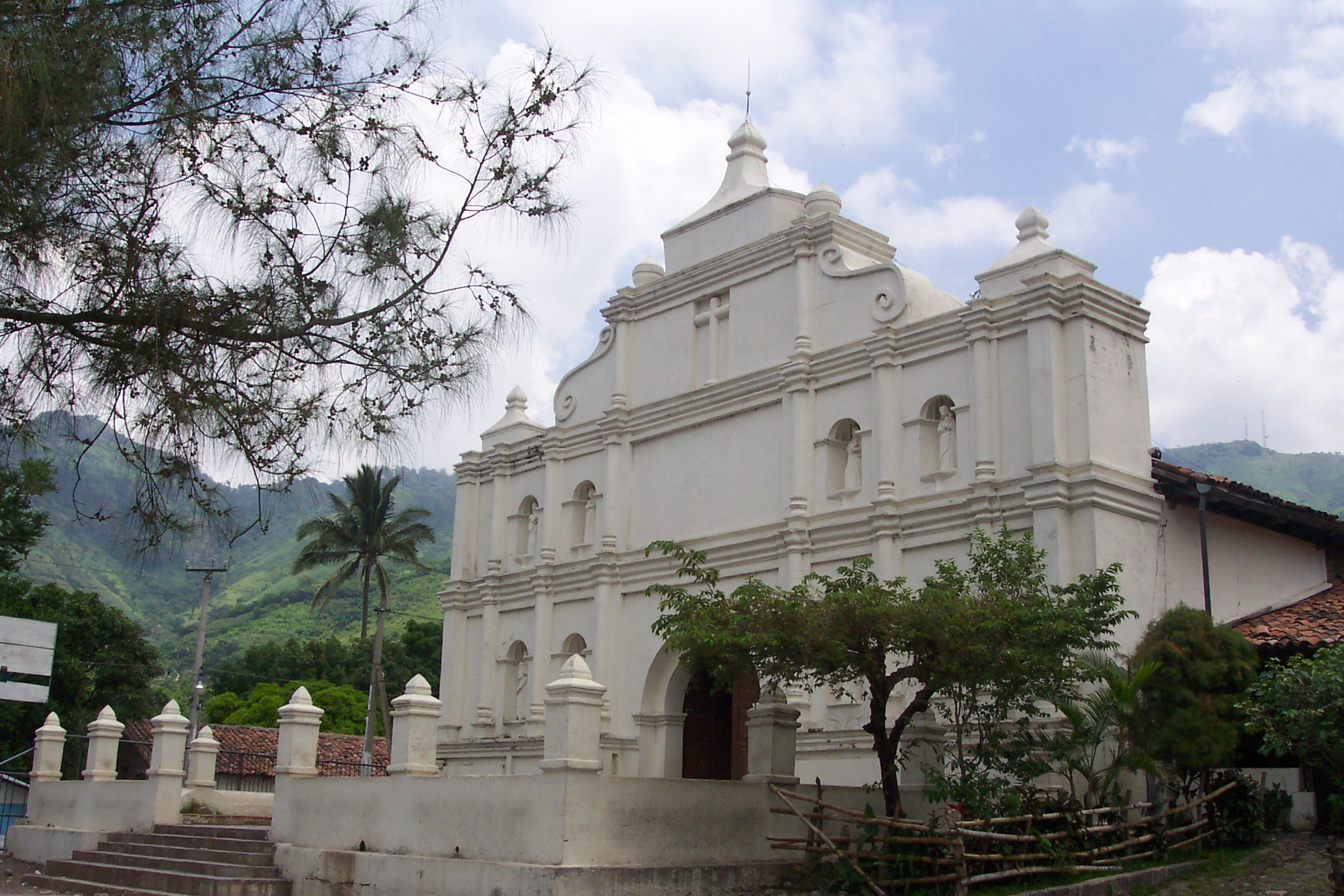
Iglesia colonial de Panchimalco
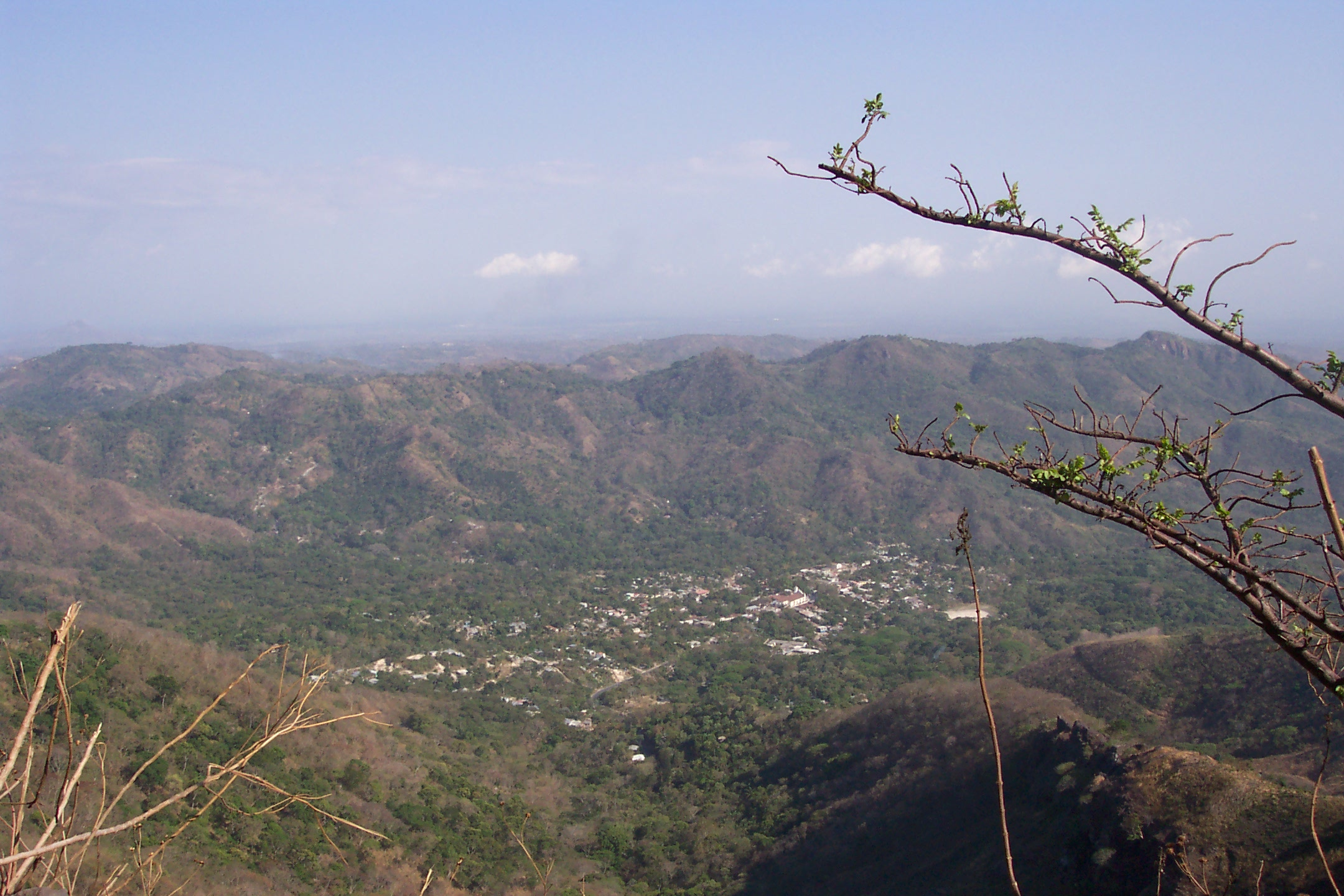
Vista de Los Planes de Renderos